# Judit Xantus
Judit Xantus (Budapest, 1952 – Santa Pola, 11 de septiembre de 2003) fue una traductora, profesora de idiomas, intérprete y periodista húngara. Fue la primera traductora al castellano del premio Nobel de Literatura de 2002, Imre Kertész.

## Trayectoria
En 1975, terminó la Licenciatura en Filología Hispánica y Francesa en la Universidad Eötvös Lóránd de Budapest. Se inició con traducciones al húngaro de obras en francés y en castellano de autores como Jorge Luis Borges, Julio Cortázar, José Donoso, Jorge Ibargüengoitia, Gabriel García Márquez o Juan Rulfo, incluso hizo una compilación de relatos mexicanos contemporáneos.
En 1984, se trasladó a España, primero estuvo viviendo en Madrid y después se estableció en Santa Pola (Alicante). Su primera ocupación fue la de profesora de idiomas y posteriormente la de periodista como corresponsal de noticias de la Agencia de Noticias Húngara MTI. A partir de 1989, comenzó a traducir obras literarias húngaras al castellano y contó con la ayuda del escritor Ángel Rodríguez Abad. Su esfuerzo por contactar con editores españoles y proponerles traducciones junto a circunstancias como que Hungría fuera país invitado en la Feria de Fráncfort de 1999 entre otras, fueron determinantes en la difusión de la literatura húngara en países de habla hispana.
Tradujo a autores húngaros como Sándor Márai (El último encuentro, La herencia de Eszter, Divorcio en Buda, Los amantes de Bolzano), Dezső Koszotolányi (Alondra y Ana la dulce), Antal Szerb (El viajero y la luna), Gyula Krúdy (La carroza carmesí), László Passuth, Miklós Szentkuthy o Péter Esterházy. Xantus fue la primera traductora al castellano del premio Nobel Imre Kertész y trabajó de una manera tan cercana con Péter Esterházy en los libros que tradujo de él, que este la consideraba coautora de sus obras en castellano.
Al ser el húngaro un idioma minoritario, Xantus se dio cuenta de la necesidad de formar a más personas y en 2003 inició, en la Casa del Traductor de Balatonfüred, el primer taller de traducción húngaro-castellano que, tras su muerte ese mismo año, continúa realizando Adan Kovacsics. Obtuvo varias becas de traducción de la Fundación Füst Milán de la Academia Húngara de Ciencias.
Falleció en Santa Pola el 11 de septiembre de 2003.